# Laburnocytisus
Laburnocytisus là một chi thực vật có hoa trong họ Đậu.